# Peter Vink

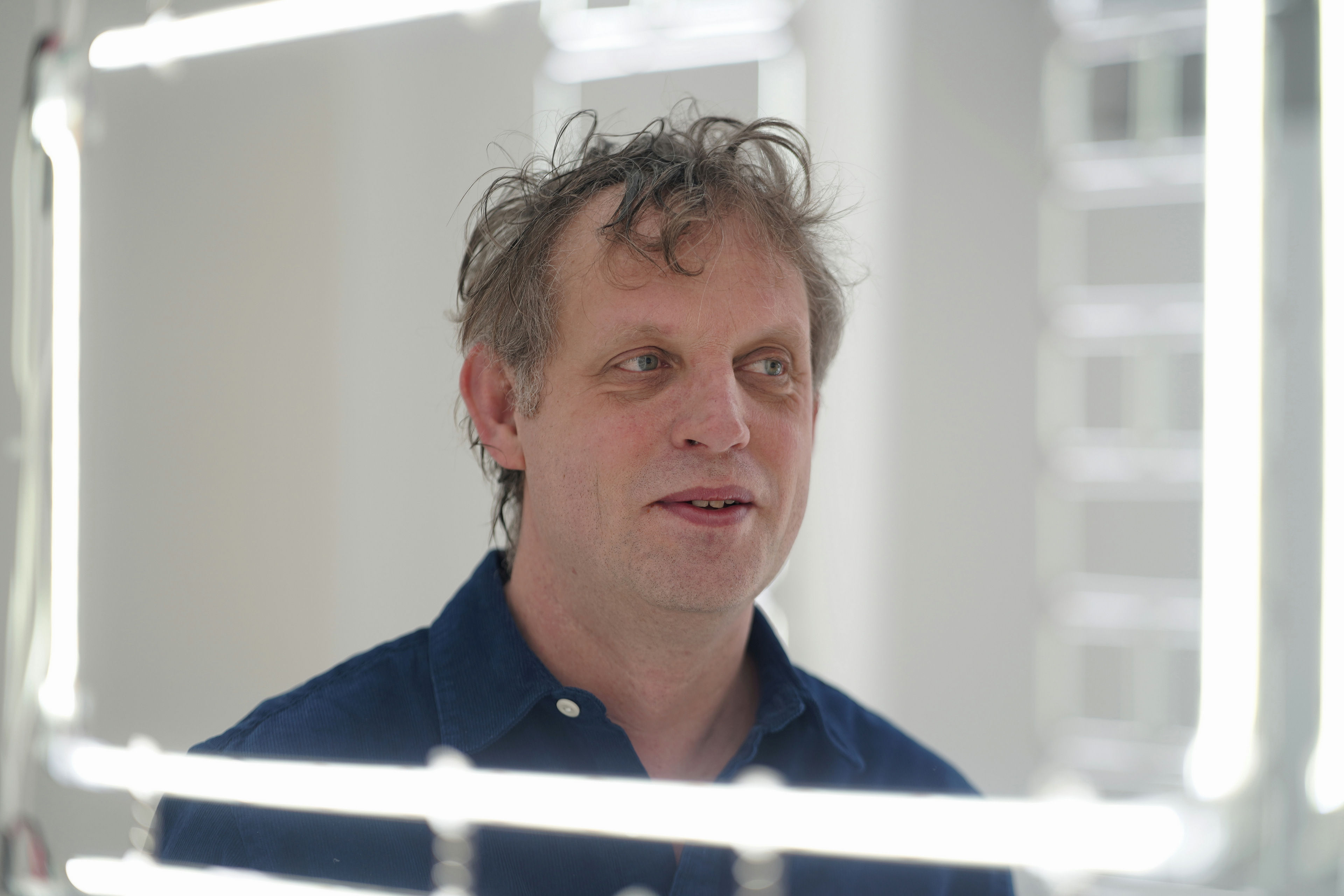
Peter Vink, März 2024

Peter Vink (* 28. Januar 1974 in de Bilt) ist ein niederländischer Künstler, der ortsspezifische Kunstinstallationen konzipiert. Er lebt und arbeitet in Amsterdam, wobei er aber in der Regel seine Objekte in situ erschafft.

## Leben und Werk
Peter Vink besuchte von 1997 bis 2001 die Gerrit Rietveld Academie in Amsterdam und erwarb dort den Bachelor of Arts in Fine Art / Moving Image. Seitdem hatte er über zwanzig Einzelausstellungen in den Niederlanden, in Belgien, Deutschland und in China.
Peter Vink ist bekannt für seine temporären und permanenten Installationen im öffentlichen und privaten Raum. Er erhält regelmäßig Aufträge von öffentlichen Einrichtungen. Die Arbeiten des Künstlers sind in der Regel ortsspezifisch. Er ist bekannt dafür, einen Dialog zwischen Raum und Kunst zu schaffen. Dabei versucht er den Genius Loci - den Geist des Raumes - mit seinen aufwändigen Lichtkonstruktionen einzufangen.
Sein temporäres Atelier ist der Ort, an dem er arbeitet, und seine Interventionen heben (buchstäblich und metaphorisch) Elemente dieses besonderen Raums hervor und lenken die Aufmerksamkeit auf Elemente, die das Auge des Betrachters zuvor nicht gesehen hat und die der Verstand oft als selbstverständlich ansieht und ignoriert.
Im Jahr 2008 wurde er von der Mondriaan Foundation (dem Niederländischen Nationalen Kunstfonds) für einen Aufenthalt am „Platform China Contemporary Art Institute“ in Peking ausgewählt, wo er in einem Studio der 798 Art Zone arbeitete. Von diesem Zeitpunkt an reiste er regelmäßig nach China, hatte dort – hauptsächlich in Shanghai – Aufenthalte und Ausstellungen. Viele seiner Arbeiten sind im öffentlichen Raum zu sehen.

## Einzelausstellungen (Auswahl)
- 2008: Space A, Licht-Installation, Platform China Contemporary Art Institute, Peking
- 2011: AM Art Space, Licht-Installation, AM Art Space, Shanghai
- 2012: outLINE, Installation, foundation outLINE, Amsterdam
- 2015: M21, Licht-Installation, commission 21st Century Minsheng Museum, Shanghai
- 2016: Expositieruimte 1, Installation, Concordia, Enschede
- 2017: Aquabit, Licht-Installation, Aquabit Art Gallery, Berlin
- 2021: ADHOC, Licht-Installation, Adhocraum, Bochum
- 2022: Malerij Noordkade, Licht-Installation, De Compagnie, Veghel
- 2023: Burgerweeshuis I / II, Licht-Skulpturen, “Esthetica van het aantal”, früheres bürgerliches Waisenhaus, BPD Art Collection, Amsterdam
- 2024: Constantia, Licht-Installation, Lachenmann Art, Konstanz[3]

## Auftragsarbeiten (Auswahl)
- 2000: 1982, Licht- und Ton-Installation, U-Bahn-Station Gerdesiaweg, RET, Rotterdam[4]
- 2003: Veldloop („Querfeldeinlauf“), öffentliche Videoprojektion, Olympiahaus, Prins Bernard Cultuurfonds, Amsterdam, Niederlande
- 2010: Raamsteeg Leiden, Lichtinstallation im Nationalen Naturgeschichtlichen Museum in Leiden, Niederlande
- 2011: Hoedemakerssteeg, Lichtinstallation im öffentlichen Raum, VHDG, Leeuwarden
- 2011: N 52 14.053, E 6 53.796 - N 52 13.247, E 6 53.738, Lichtinstallation im öffentlichen Raum, Enschede
- 2012: Javaplein 12F, Lichtinstallation, Polderlicht Foundation / Gemeinde Stadsdeel Oost, Amsterdam
- 2013: the Movies, the Movies Dordrecht, Skulptur / Licht-Installation, Gemeinde Dordrecht
- 2015: Schieoevers, Lichtinstallation, Gemeinde Schiedam
- 2020: Hengelo, kinetische Licht-Skulptur im Rathaus Hengelo
- 2021: B67, Lichtinstallation am Repräsentantenhaus des Innenministeriums in Den Haag
- 2022: F15, Installation, Rijkskantoor Fellenoord 15, Eindhoven
- 2022: Binckhorst, Licht-Skulptur, Appartementblock Binck Kade, Den Haag

## Stipendien und Auszeichnungen
- 2004/2007 Start- und Basis-Stipendium der Netherlands Foundation for Visual Arts, Design and Architecture BKVB
- 2008 Artist in Residence Platform China, Foundation for Visual Arts, Design and Architecture, Peking
- 2011 Artist in Residence, Art Channel, Caochangdi, Peking
- 2011 Artist in Residence, AM Space, Shanghai
- 2015 Artist in Residence, Swatch Art Peace Hotel, Shanghai
- 2017 Stipendium for Established Artists, Mondriaan Fund[5]
- 2019 Artist in Residence, Sundaymorning@ekwc, Oisterwijk